# Canton de Marnay
Le canton de Marnay est une circonscription électorale française située dans le département de la Haute-Saône et la région Bourgogne-Franche-Comté.

## Géographie
Ce canton est organisé autour de Marnay dans l'arrondissement de Vesoul. Son altitude varie de 183 m (Broye-Aubigney-Montseugny) à 406 m (Bucey-lès-Gy et Velleclaire).

## Histoire
Par décret du 17 février 2014, le nombre de cantons du département est divisé par deux, avec mise en application aux élections départementales de mars 2015. Le canton de Marnay est conservé et s'agrandit. Il passe de 18 à 50 communes. Le canton de Marnay s'est agrandi des territoires des deux anciens cantons de Gy et de Pesmes.

## Représentation

### Conseillers d'arrondissement (de 1833 à 1940)
Le canton de Marnay appartenait à l'arrondissement de Gray jusqu'à sa disparition en 1926.
| Période                                  | Période | Identité    | Étiquette          | Qualité |
| ---------------------------------------- | ------- | ----------- | ------------------ | --- |
| 1833                                     | 1839    | M. Brusset  |                    | Avocat, propriétaire à Cult                                                                                 |
| 1839                                     | 1848    | M. Girardot |                    | Juge de paix à Audeux (Doubs)                                                                               |
|                                          |         |             |                    | |
| 1919                                     | 1925    | M. Girard   | Union républicaine | |
| 1925                                     | 1940    | M. Brenot   | URD                | Vétérinaire à Marnay                                                                                        |
| 1940                                     |         |             |                    | Les conseils d'arrondissement ont été suspendus par la loi du 12 octobre 1940 et n'ont jamais été réactivés |
| Les données manquantes sont à compléter. |         |             |                    | |

### Conseillers généraux de 1833 à 2015
| Période | Période      | Identité                                      | Étiquette    | Qualité                                                                                |
| ------- | ------------ | --------------------------------------------- | ------------ | -------------------------------------------------------------------------------------- |
| 1833    | 1846 (décès) | Charles Bonaventure de Noirpoudre de Sauvigny |              | Maire de Cult                                                                          |
| 1846    | 1852         | Jacques Marie Bugnottet                       |              | Notaire à Besançon                                                                     |
| 1852    | 1875 (décès) | Marie Arnaud Henry Bonaventure Alviset        |              | Avocat général à Besançon Président du Conseil Général                                 |
| 1875    | 1896 (décès) | Jean-Baptiste Brusset                         | Gauche       | Notaire - Sénateur (1891-1896) Maire de Marnay                                         |
| 1896    | 1919         | Auguste Pigallet                              | Rad.         | Notaire - Maire de Marnay                                                              |
| 1919    | 1940         | Alcime Renaudot                               | URD          | Notaire - Maire de Brussey Sénateur (1927-1935) Nommé conseiller départemental en 1943 |
|         |              |                                               |              |                                                                                        |
| 1945    | 1951         | Jean Grillier                                 | DVD          | Avoué à Pin                                                                            |
| 1951    | 1958         | Fernand Perrot-Migeon                         | Rad.         | Maire de Marnay Sénateur (1952-1958)                                                   |
| 1958    | 1976         | Henri Prêtre                                  | CNIP puis RI | Agriculteur - Sénateur (1958-1977) Maire de Vregille (1949-1977)                       |
| 1976    | 2001         | Michel Jurain                                 | UDF puis DVD | Exploitant agricole Maire de Brussey (1965-2001)                                       |
| 2001    | 2015         | Maurice Fassenet,                             | DVG          | Ancien entrepreneur à Marnay                                                           |

### Conseillers départementaux à partir de 2015
| Période élective | Période élective | Mandat | Mandat           | Identité          | Nuance | Nuance | Qualité |
| ---------------- | ---------------- | ------ | ---------------- | ----------------- | ------ | ------ | --- |
| 2015             | 2021             | 2015   | 2016 (démission) | Maurice Fassenet  |        | DVG    | Entrepreneur 5e Vice-Président du Conseil départemental                                                                                                   |
| 2015             | 2021             | 2015   | 2021             | Catherine Lind    |        | DVG    | Employée Maire d'Autoreille |
| 2015             | 2021             | 2016   | 2021             | Jean-Claude Gay   |        | DVG    | Retraité de l’Education Nationale – Gestionnaire de Collège Ancien conseiller général du Canton de Pesmes (2008-2015), ancien maire de Pesmes (2008-2014) |
| 2021             | 2028             | 2021   | en cours         | Patricia Fassenet |        | DVG    | Agent territorial spécialisé des écoles maternelles et auxiliaire de bibliothèque, Marnay                                                                 |
| 2021             | 2028             | 2021   | en cours         | Jean-Claude Gay   |        | DVG    | Conseiller sortant |

### Résultats détaillés

#### Élections de mars 2015
À l'issue du 1er tour des élections départementales de 2015, trois binômes sont en ballottage : Maurice Fassenet et Catherine Lind (DVG, 32,13 %), Christelle Clement et André Gauthier (UMP, 30,6 %) et Jean-Pierre Briard et Colette Clerc (FN, 30,57 %). Le taux de participation est de 62,44 % (6 923 votants sur 11 088 inscrits) contre 59,21 % au niveau départemental et 50,17 % au niveau national.
Au second tour, Maurice Fassenet et Catherine Lind (DVG) sont élus avec 37,62 % des suffrages exprimés et un taux de participation de 63,79 % (2 562 voix pour 7 058 votants et 11 064 inscrits).
Jean-Claude Gay, nouveau conseiller départemental MoDem siège dans la majorité de gauche.

#### Élections de juin 2021
Le premier tour des élections départementales de 2021 est marqué par un très faible taux de participation (33,26 % au niveau national). Dans le canton de Marnay, ce taux de participation est de 41,71 % (4 757 votants sur 11 406 inscrits) contre 40,34 % au niveau départemental. À l'issue de ce premier tour, deux binômes sont en ballottage : Patricia Fassenet et Jean-Claude Gay (DVG, 41,45 %) et Yann Beuraud et Christelle Clement (DVD, 34,89 %).
Le second tour des élections est marqué une nouvelle fois par une abstention massive équivalente au premier tour. Les taux de participation sont de 34,36 % au niveau national, 42,9 % dans le département et 43,47 % dans le canton de Marnay. Patricia Fassenet et Jean-Claude Gay (DVG) sont élus avec 51,36 % des suffrages exprimés (2 340 voix pour 4 960 votants et 11 410 inscrits),,.

## Composition

### Composition avant 2015
Le canton de Marnay regroupait 18 communes.
| Nom                  | Code Insee | Codepostal | Superficie (km2) | Population (dernière pop. légale) | Densité (hab./km2) |
| -------------------- | ---------- | ---------- | ---------------- | --------------------------------- | ------------------ |
| Marnay (chef-lieu)   | 70334      | 70150      | 10,37            | 1 392 (2012)                      | 134                |
| Avrigney-Virey       | 70045      | 70150      | 22,30            | 413 (2012)                        | 19                 |
| Bay                  | 70057      | 70150      | 4,87             | 124 (2012)                        | 25                 |
| Beaumotte-lès-Pin    | 70060      | 70150      | 8,43             | 286 (2012)                        | 34                 |
| Bonboillon           | 70075      | 70150      | 4,44             | 201 (2012)                        | 45                 |
| Brussey              | 70102      | 70150      | 7,27             | 277 (2012)                        | 38                 |
| Chambornay-lès-Pin   | 70119      | 70150      | 4,85             | 337 (2012)                        | 69                 |
| Charcenne            | 70130      | 70700      | 7,16             | 324 (2012)                        | 45                 |
| Chenevrey-et-Morogne | 70150      | 70150      | 8,86             | 284 (2012)                        | 32                 |
| Courcuire            | 70181      | 70150      | 7,06             | 138 (2012)                        | 20                 |
| Cugney               | 70192      | 70700      | 11,39            | 185 (2012)                        | 16                 |
| Cult                 | 70193      | 70150      | 6,88             | 232 (2012)                        | 34                 |
| Étuz                 | 70224      | 70150      | 5,30             | 669 (2012)                        | 126                |
| Hugier               | 70286      | 70150      | 7,08             | 145 (2012)                        | 20                 |
| Pin                  | 70410      | 70150      | 14,04            | 680 (2012)                        | 48                 |
| Sornay               | 70494      | 70150      | 6,29             | 309 (2012)                        | 49                 |
| Tromarey             | 70509      | 70150      | 6,12             | 105 (2012)                        | 17                 |
| Vregille             | 70578      | 70150      | 4,28             | 174 (2012)                        | 41                 |

### Composition depuis 2015
Le canton de Marnay compte désormais cinquante communes.
| Nom                                 | Code Insee | Intercommunalité     | Superficie (km2) | Population (dernière pop. légale) | Densité (hab./km2) | Modifier                                    |
| ----------------------------------- | ---------- | -------------------- | ---------------- | --------------------------------- | ------------------ | ------------------------------------------- |
| Marnay (bureau centralisateur)      | 70334      | CC du val marnaysien | 10,37            | 1 527 (2022)                      | 147                | modifier les données · modifier les données |
| Arsans                              | 70030      | CC Val de Gray       | 2,48             | 44 (2022)                         | 18                 | modifier les données · modifier les données |
| Autoreille                          | 70039      | CC des Monts de Gy   | 9,98             | 384 (2022)                        | 38                 | modifier les données · modifier les données |
| Avrigney-Virey                      | 70045      | CC du val marnaysien | 22,30            | 425 (2022)                        | 19                 | modifier les données · modifier les données |
| Bard-lès-Pesmes                     | 70048      | CC du val marnaysien | 5,21             | 136 (2022)                        | 26                 | modifier les données · modifier les données |
| Bay                                 | 70057      | CC du val marnaysien | 4,87             | 162 (2022)                        | 33                 | modifier les données · modifier les données |
| Beaumotte-lès-Pin                   | 70060      | CC du val marnaysien | 8,43             | 283 (2022)                        | 34                 | modifier les données · modifier les données |
| Bonboillon                          | 70075      | CC du val marnaysien | 4,44             | 198 (2022)                        | 45                 | modifier les données · modifier les données |
| Bonnevent-Velloreille               | 70076      | CC du Pays Riolais   | 5,32             | 408 (2022)                        | 77                 | modifier les données · modifier les données |
| Bresilley                           | 70092      | CC du val marnaysien | 3,54             | 180 (2022)                        | 51                 | modifier les données · modifier les données |
| Broye-Aubigney-Montseugny           | 70101      | CC Val de Gray       | 25,36            | 512 (2022)                        | 20                 | modifier les données · modifier les données |
| Brussey                             | 70102      | CC du val marnaysien | 7,27             | 286 (2022)                        | 39                 | modifier les données · modifier les données |
| Bucey-lès-Gy                        | 70104      | CC des Monts de Gy   | 21,30            | 579 (2022)                        | 27                 | modifier les données · modifier les données |
| Chambornay-lès-Pin                  | 70119      | CC du val marnaysien | 4,85             | 380 (2022)                        | 78                 | modifier les données · modifier les données |
| Chancey                             | 70126      | CC du val marnaysien | 7,71             | 197 (2022)                        | 26                 | modifier les données · modifier les données |
| Charcenne                           | 70130      | CC des Monts de Gy   | 7,16             | 298 (2022)                        | 42                 | modifier les données · modifier les données |
| Chaumercenne                        | 70142      | CC du val marnaysien | 4,95             | 192 (2022)                        | 39                 | modifier les données · modifier les données |
| Chenevrey-et-Morogne                | 70150      | CC du val marnaysien | 8,86             | 317 (2022)                        | 36                 | modifier les données · modifier les données |
| Chevigney                           | 70151      | CC Val de Gray       | 5,17             | 37 (2022)                         | 7,2                | modifier les données · modifier les données |
| Citey                               | 70156      | CC des Monts de Gy   | 5,76             | 106 (2022)                        | 18                 | modifier les données · modifier les données |
| Colombine (Haute-Saône)             | 70152      | CC des Monts de Gy   | 20,05            | 601 (2022)                        | 30                 | modifier les données · modifier les données |
| Courcuire                           | 70181      | CC du val marnaysien | 7,06             | 138 (2022)                        | 20                 | modifier les données · modifier les données |
| Cugney                              | 70192      | CC du val marnaysien | 11,39            | 206 (2022)                        | 18                 | modifier les données · modifier les données |
| Cult                                | 70193      | CC du val marnaysien | 6,88             | 229 (2022)                        | 33                 | modifier les données · modifier les données |
| Étuz                                | 70224      | CC du Pays Riolais   | 5,30             | 712 (2022)                        | 134                | modifier les données · modifier les données |
| Gézier-et-Fontenelay                | 70268      | CC du val marnaysien | 12,10            | 217 (2022)                        | 18                 | modifier les données · modifier les données |
| La Grande-Résie                     | 70443      | CC Val de Gray       | 4,76             | 89 (2022)                         | 19                 | modifier les données · modifier les données |
| Gy                                  | 70282      | CC des Monts de Gy   | 24,60            | 1 030 (2022)                      | 42                 | modifier les données · modifier les données |
| Hugier                              | 70286      | CC du val marnaysien | 7,08             | 118 (2022)                        | 17                 | modifier les données · modifier les données |
| Lieucourt                           | 70302      | CC Val de Gray       | 4,80             | 73 (2022)                         | 15                 | modifier les données · modifier les données |
| Malans                              | 70327      | CC du val marnaysien | 6,75             | 136 (2022)                        | 20                 | modifier les données · modifier les données |
| Montagney                           | 70353      | CC du val marnaysien | 9,21             | 506 (2022)                        | 55                 | modifier les données · modifier les données |
| Montboillon                         | 70356      | CC du Pays Riolais   | 8,43             | 299 (2022)                        | 35                 | modifier les données · modifier les données |
| Motey-Besuche                       | 70374      | CC du val marnaysien | 6,21             | 92 (2022)                         | 15                 | modifier les données · modifier les données |
| Pesmes                              | 70408      | CC Val de Gray       | 18,64            | 1 082 (2022)                      | 58                 | modifier les données · modifier les données |
| Pin                                 | 70410      | CC du val marnaysien | 14,04            | 731 (2022)                        | 52                 | modifier les données · modifier les données |
| La Résie-Saint-Martin               | 70444      | CC Val de Gray       | 3,27             | 172 (2022)                        | 53                 | modifier les données · modifier les données |
| Sauvigney-lès-Pesmes                | 70480      | CC Val de Gray       | 6,35             | 158 (2022)                        | 25                 | modifier les données · modifier les données |
| Sornay                              | 70494      | CC du val marnaysien | 6,29             | 354 (2022)                        | 56                 | modifier les données · modifier les données |
| Tromarey                            | 70509      | CC du val marnaysien | 6,12             | 123 (2022)                        | 20                 | modifier les données · modifier les données |
| Vadans                              | 70510      | CC Val de Gray       | 12,95            | 134 (2022)                        | 10                 | modifier les données · modifier les données |
| Valay                               | 70514      | CC Val de Gray       | 17,40            | 650 (2022)                        | 37                 | modifier les données · modifier les données |
| Vantoux-et-Longevelle               | 70521      | CC des Monts de Gy   | 9,67             | 179 (2022)                        | 19                 | modifier les données · modifier les données |
| Velleclaire                         | 70531      | CC des Monts de Gy   | 4,13             | 101 (2022)                        | 24                 | modifier les données · modifier les données |
| Vellefrey-et-Vellefrange            | 70533      | CC des Monts de Gy   | 7,13             | 112 (2022)                        | 16                 | modifier les données · modifier les données |
| Velloreille-lès-Choye               | 70540      | CC des Monts de Gy   | 4,13             | 81 (2022)                         | 20                 | modifier les données · modifier les données |
| Venère                              | 70542      | CC Val de Gray       | 7,96             | 207 (2022)                        | 26                 | modifier les données · modifier les données |
| Villers-Chemin-et-Mont-lès-Étrelles | 70366      | CC des Monts de Gy   | 7,32             | 123 (2022)                        | 17                 | modifier les données · modifier les données |
| Vregille                            | 70578      | CC du val marnaysien | 4,28             | 178 (2022)                        | 42                 | modifier les données · modifier les données |
| Canton de Marnay                    | 7009       |                      | 439,63           | 15 482 (2022)                     | 35                 | modifier les données                        |

## Démographie

### Démographie avant 2015
| 1962  | 1968  | 1975  | 1982  | 1990  | 1999  | 2006  | 2011  | 2012  |
| ----- | ----- | ----- | ----- | ----- | ----- | ----- | ----- | ----- |
| 3 578 | 3 687 | 3 676 | 4 361 | 4 698 | 5 220 | 5 994 | 6 255 | 6 275 |

### Démographie depuis 2015
En 2022, le canton comptait 15 482 habitants, en évolution de +1,62 % par rapport à 2016 (Haute-Saône : −1,4 %, France hors Mayotte : +2,11 %).
| 2013   | 2018   | 2022   |
| ------ | ------ | ------ |
| 14 980 | 15 266 | 15 482 |